# Нальмучаш
Нальмуча́ш (рос. Нальмучаш, марій. Нальмучаш) — присілок у складі Кілемарського району Марій Ел, Росія. Входить до складу Кум'їнського сільського поселення.

## Населення
Населення — 45 осіб (2010; 56 у 2002).
Національний склад (станом на 2002 рік):
- марі — 98 %